# Antrozoinae
Antrozoinae är en systematisk grupp bland fladdermössen som ofta räknas till familjen läderlappar. Gruppen består av två arter, Antrozous pallidus och Bauerus dubiaquercus, som förekommer i Nord- och Centralamerika. Vissa zoologer klassificerar gruppen som familj, Antrozoidae, och andra forskare listar Bauerus dubiaquercus till läderlappar och bara Antrozous pallidus i en egen familj.

## Kännetecken
Arterna kännetecknas av stora spetsiga öron samt nosen som påminner om en snabel. Skallen är jämförelsevis stor och tänderna påfallande kraftiga. Kroppsfärgen varierar mellan gulvit och mörkbrun. Individerna i gruppen når en kroppslängd mellan 57 och 75 centimeter samt en vikt mellan 13 och 28 gram.

## Arterna

### Antrozous pallidus
Antrozous pallidus förekommer från södra Kanada till Centralamerika och lever även på Kuba. Pälsen är på ryggen gulaktig till ljusbrun och på buken vit. Den lever vanligen i bergstrakter, med skog eller med öken. Artens medlemmar lever i grupper av 20 till 100 individer som kommunicerar med olika läten. I kalla regioner håller de vinterdvala. Antrozous pallidus livnär sig främst av insekter, spindlar och mindre ryggradsdjur som ödlor.

### Bauerus dubiaquercus
Det är inte mycket känt om Bauerus dubiaquercus. Den är mörkare och mindre än den förstnämnda arten. Utbredningsområdet sträcker sig från centrala Mexiko till Costa Rica och habitatet utgörs främst av regnskog. Den äter insekter. IUCN listar arten på grund av levnadsområdets förstöring som missgynnad (near threatened).